# Jardín Secreto
Jardín Secreto fue un grupo de tecno-pop chileno, liderado por Miguel Tapia y Cecilia Aguayo, ambos exintegrantes del grupo Los Prisioneros. Tomó su nombre de la canción «My Secret Garden» de Depeche Mode.[cita requerida]
Fue formado en 1993 por Tapia y Aguayo, quienes invitaron a Fernando Fuentes, en la batería, Alejandro Vásquez, en el saxo, y Robert Rodríguez (también miembro de Los Prisioneros entre 1990 y 1992), en la guitarra, para la producción de su disco homónimo. Este álbum incluyó canciones como «Un lugar», elegida como sencillo, e «Historia ociosa», compuesta originalmente por Tapia y Claudio Narea para el demo Beaucheff 1435 (que debía ser el germen del disco Corazones) de Los Prisioneros. En 1997 editaron su segundo y último disco, El sonido de existir, que contó con el apoyo de Antonio Monasterio y la colaboración de Jorge González.

## Discografía
| Álbum (año)                 | Lista de canciones |
| --------------------------- | --- |
| Jardín Secreto (1993)       | 1. «Historia ociosa» 2. «Un lugar» 3. «Acid India» 4. «No llores» 5. «Misterio» 6. «Señor» 7. «Pelaje» 8. «Sueños de colores» 9. «Te esperaré» 10. «Tan dulce tan cruel» 11. «La mente»                   |
| El sonido de existir (1997) | 1. «Planeta» 2. «Contigo y las flores» 3. «El Albertío» (Violeta Parra) 4. «Los hombres no deben llorar» 5. «Sentado en el cielo» 6. «De la raza» 7. «Experiencia ser» 8. «Oído mestizo» 9. «En tus ojos» |